# Liolaemus chungara
Espèce
Statut de conservation UICN

 LC  : Préoccupation mineure
Liolaemus chungara est une espèce de sauriens de la famille des Liolaemidae.

## Répartition
Cette espèce est endémique de la région d'Arica et Parinacota au Chili. Elle se rencontre dans les environs du lac Chungará.

## Étymologie
Cette espèce est nommée en référence au lieu de sa découverte, le lac Chungará.

## Publication originale
- Quinteros, Valladares, Semham, Acosta, Barrionuevo & Abdala, 2014 : A New Species of Liolaemus (Iguania: Liolaemidae) of the alticolor-bibronii Group from Northern Chile. South American Journal of Herpetology, vol. 9, no 1, p. 20-29.